# Kincaid, Illinois
Kincaid är en ort (village) i Christian County i Illinois. Vid 2010 års folkräkning hade Kincaid 1 505 invånare.